# Eleuthranthes
Eleuthranthes es un género de plantas con flores perteneciente a la familia de las rubiáceas. Incluye una sola especie: Eleuthranthes liberiflora (F.Muell.) ined.
Es nativo del sudeste de Australia.